# 斯里兰卡广播公司
斯里兰卡广播公司（SLBC）（僧伽罗语：ශ්‍රී ලංකා ගුවන් විදුලි සංස්ථාච，坦米爾語：இலங்கை ஒலிபரப்புக் கூட்டுத்தாபனம்）是斯里兰卡的一个电台，原名锡兰电台。1967年改用现名，是斯里兰卡的官方广播电台。

## 发展历史

### 锡兰电台
斯里兰卡广播公司的前身、南亚地区最古老的广播电台——锡兰电台于1925年在科伦坡成立。

### SEAC电台

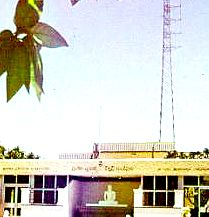
斯里兰卡广播公司

在二战期间，同盟国在科伦坡接管了锡兰电台的无线电业务，SEAC电台自此诞生了。